# Río Nevá
El río Nevá (en ruso: река Нева) es un río en el noroeste de Rusia, de 74 km de longitud y que va desde el lago Ládoga (Ладожское озеро Ládozhskoye ózero) y tras pasar por el istmo de Carelia (Карельский перешеек Karelskii pereshéyek) a través de la parte occidental del óblast de Leningrado (región histórica de Ingria) y la ciudad de San Petersburgo, desemboca en el golfo de Finlandia. Drena una amplia cuenca de  281 000 km², de los que unos 230 000 km² (80%) se encuentran en Rusia, unos 60 000 km² (19,9%) en Finlandia y una pequeña parte en Bielorrusia (0,1 %).
El «Río Nevá con sus riberas y embarcaderos» forma parte, con el código 540-029, del sitio Patrimonio de la Humanidad llamado «Centro histórico de San Petersburgo y conjuntos monumentales anexos». A pesar de su modesta longitud, es el tercer río más caudaloso de Europa, tras el Volga y el Danubio.

## Historia
En la Edad Media, el río tenía una gran importancia, ya que al ser ancho y navegable constituía un canal de comunicación entre el mar Báltico y el Volga, hacia el oriente. El asentamiento en la confluencia del Nevá y el Izhora fue el escenario de la famosa, aunque escasamente documentada, Batalla del Nevá (1240) entre los suecos y los rusos. Alejandro Yaroslávich, príncipe de Nóvgorod, ganó esta batalla y asumió el sobrenombre de «Nevski», que significa «del Nevá».
Durante el siglo XVI, la desembocadura del Nevá albergó la fortaleza sueca de Nyen, y un entrante de tierra en el Ládoga, la fortaleza rusa de Oréshek, después llamada Shlisselburg. La fortaleza de Nyen fue destruida por Pedro el Grande, después de fundar la Fortaleza de San Pedro y San Pablo (Петропавловская Крепость Petropávlovskaya Krépost), en 1703. Situada en la Isla de Liebre (Заячий Остров Záiаchii Óstrov), la fortaleza se considera en la actualidad la primera estructura del San Petersburgo de nuestros días. Fue también Pedro quien ordenó la construcción del canal de Ládoga uniendo el Nevá con el Vóljov y el Svir unos kilómetros al sur del Ládoga.
El afamado clérigo ruso Rasputín se ahogó en el río en 1916.

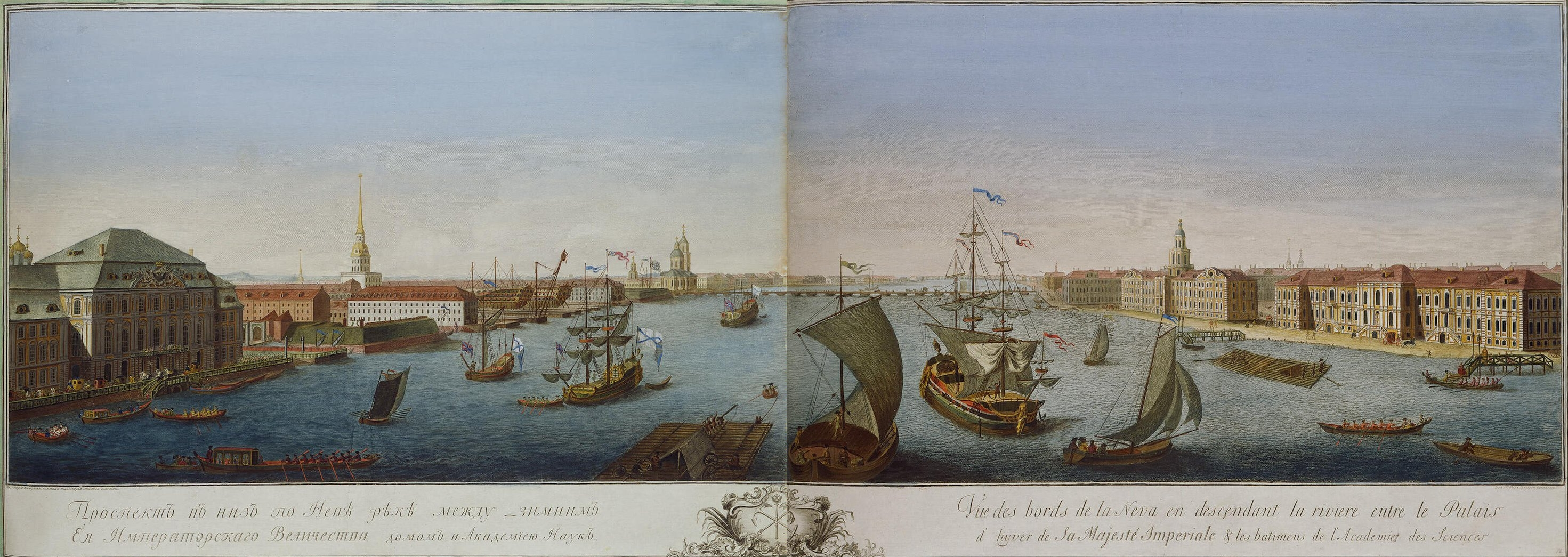
El río Nevá en San Petersburgo en 1753

## Geografía
De los 74 kilómetros de longitud del río, 28 km se encuentran dentro de los límites de la ciudad de San Petersburgo, mientras el resto se encuentra dentro del óblast de Leningrado. Fluye hacia el suroeste desde el lago Ládoga, alcanza su punto más meridional cerca de su confluencia con el río Tosna, y gira hacia el noroeste adentrándose en el golfo de Finlandia. La anchura media es de 400 a 600 metros, siendo la máxima 1200 m y la mínima 8-11 m. La mayor profundidad que alcanza es 24 metros, en su parte central de la corriente, no lejos del puente Liteyny. La cuenca del Nevá incluye al lago Ládoga y el lago Onega, los dos mayores lagos de Europa y abarca una amplia región del noroeste de Rusia y Finlandia meridional.

### Delta del Nevá
Las islas del delta del Nevá se formaron tanto de manera natural como mediante canales artificiales; están ocupadas por la parte histórica de San Petersburgo. Los brazos del río más grandes son:
- Bolsháya Nevá
- Málaya Nevá
- Bolsháya Nevka
- Srédnaya Nevka
- Málaya Nevka.

Los canales y pequeños ríos más significativos son 
- Canal Morskói
- Canal Obvodni
- Canal Griboyédova
- Canal Kryúkov
- Fontanka
- Moika.

Entre las islas más notables están
- Isla Dekabrístov
- Isla Kámenny
- Isla Krestovsky
- Isla Petrogradsky
- Isla Vasílievsky
- Isla Yelaguin.

### Afluentes
El Neva tiene 26 afluentes. Los principales son:
- Río Mga (izquierda)
- Río Tosna (izquierda)
- Río Izhora (izquierda)
- Río Ojta (derecha).

### Ciudades a orillas del Neva
- Shlisselburg (en su fuente)
- Kírovsk
- Otrádnoie (en la confluencia con el Tosna)
- San Petersburgo (en el delta).

## Hidrografía
| Cantidad                      | abril a junio | julio a septiembre | octubre a noviembre | diciembre a marzo | Total |
| ----------------------------- | ------------- | ------------------ | ------------------- | ----------------- | ----- |
| Descarga, km³                 | 22.7 (28.5%)  | 23.5 (29.4%)       | 14.1 (17.7%)        | 19.4 (24.4%)      | 79.7  |
| Sedimento suspendido, kt      | 162 (31.7%)   | 136 (26.7%)        | 143 (28.0%)         | 69 (13.6%)        | 510   |
| Sedimento de fondo, kt        | 26.5 (40.8%)  | 15.8 (24.3%)       | 21.3 (32.7%)        | 1.4 ( 2.2%)       | 65.0  |
| Descarga de iónes, kt         | 735 (25.6%)   | 729 (25.4%)        | 712 (24.8%)         | 694 (24.2%)       | 2870  |
| Disipación de calor, 1015 cal | 168 (28.4%)   | 359 (60.7%)        | 63 (10.7%)          | 1 (0.2%)          | 591   |
| Descarga de hielo, km³        | 0.57 (81.4%)  | –                  | 0.13 (18.6%)        | –                 | 0.7   |

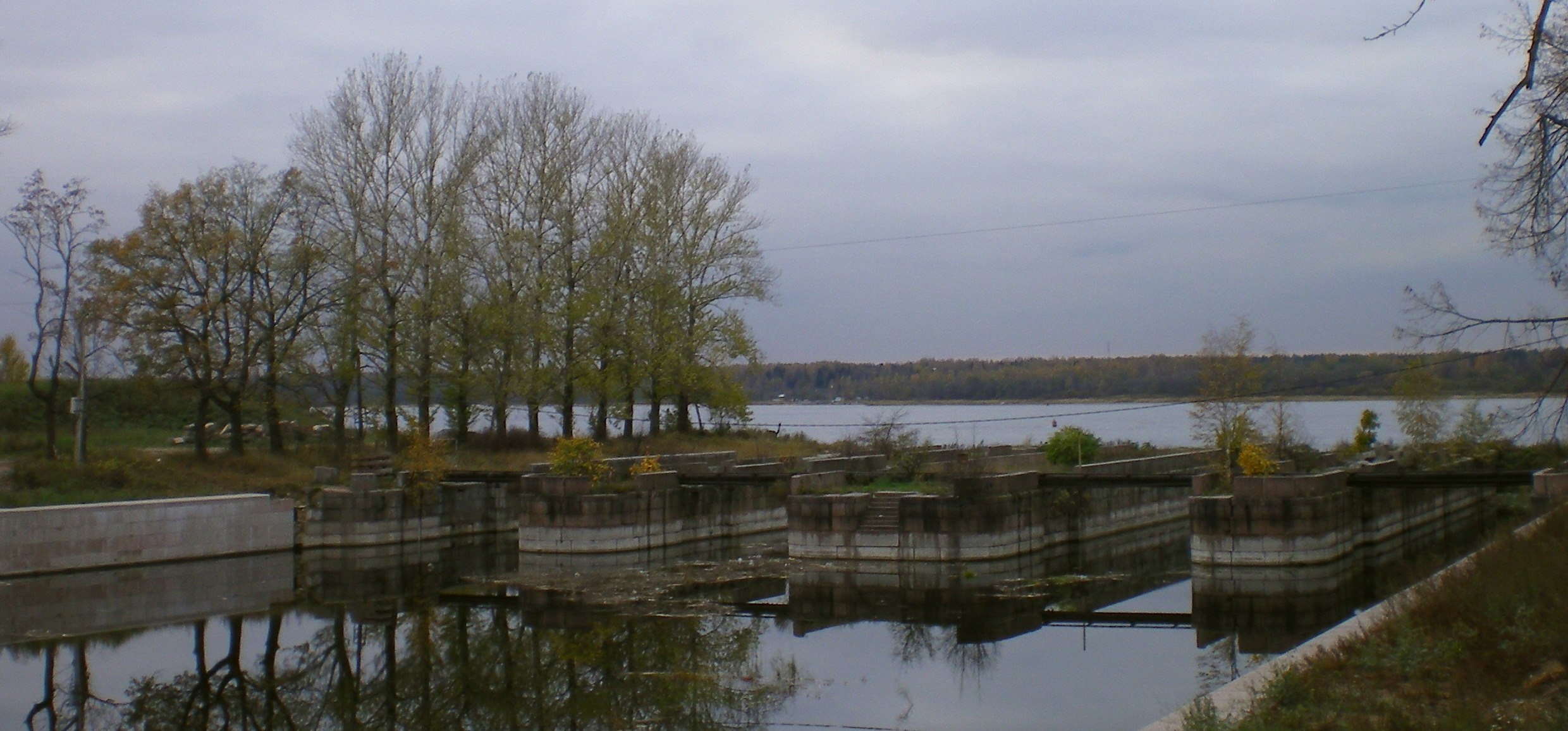
Vista de la boca del Canal del Ladoga y del Neva
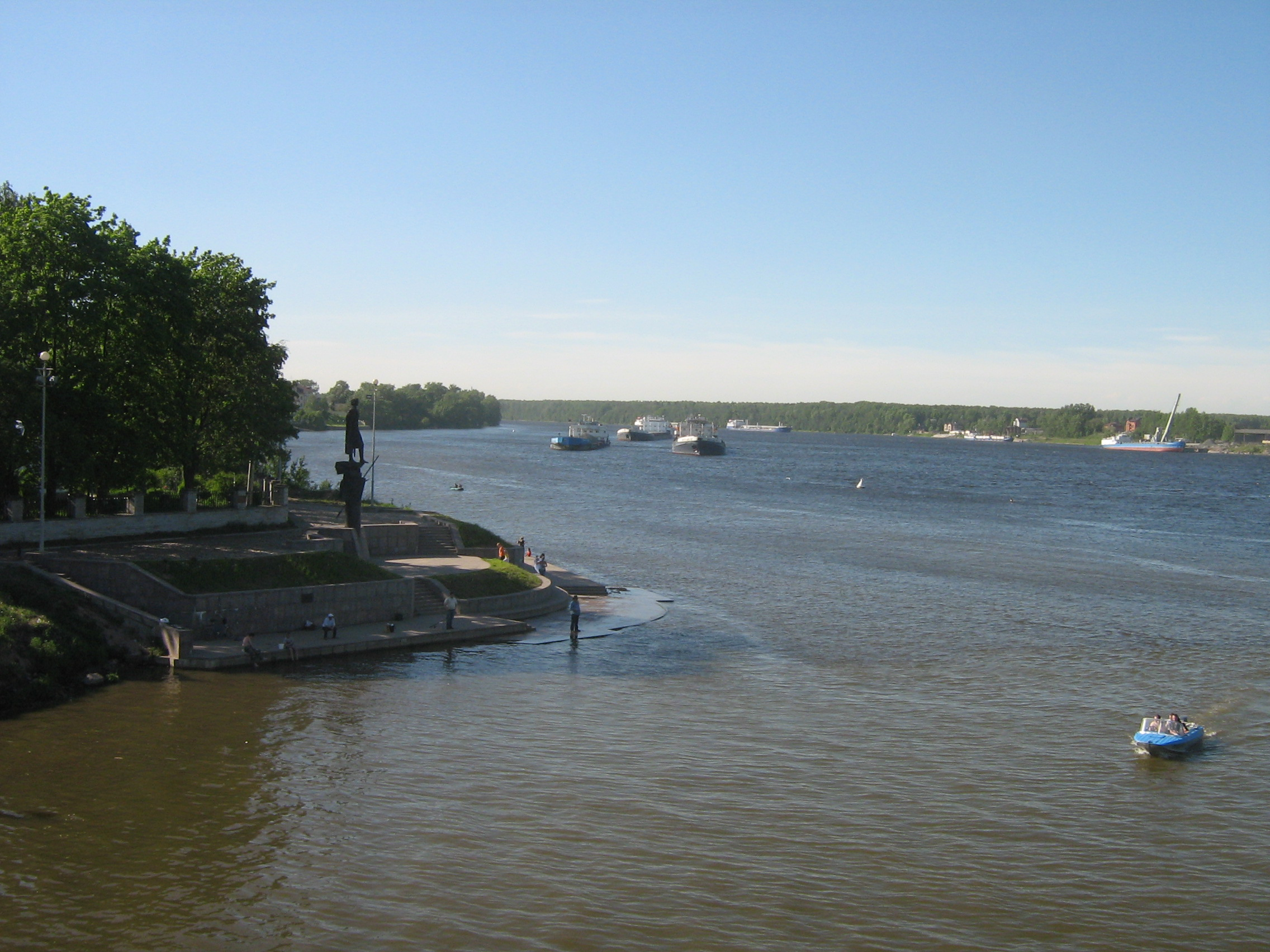
El Neva en la desembocadura del río Izhora
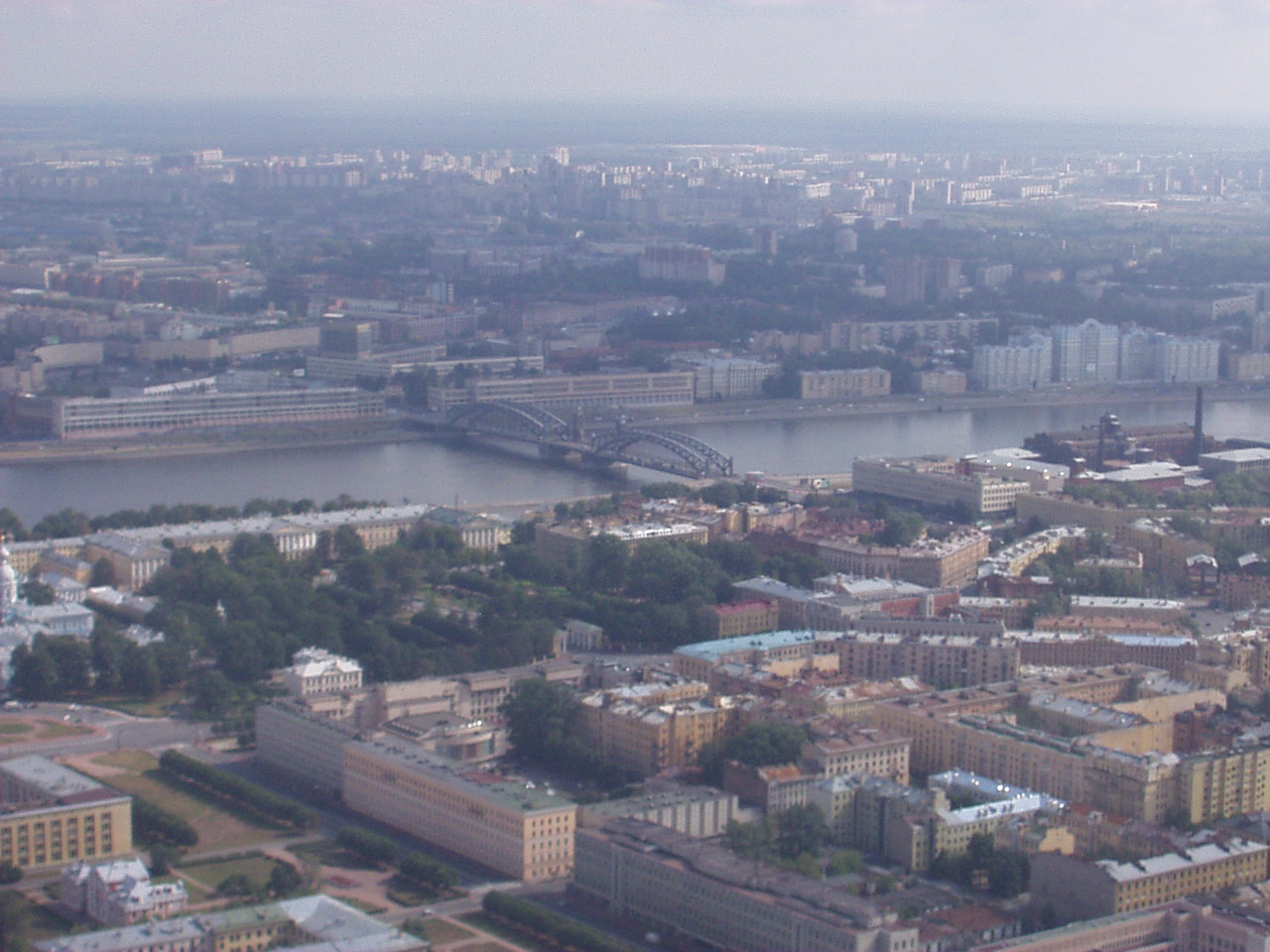
El Neva cerca del Puente Bolsheokhtinsky
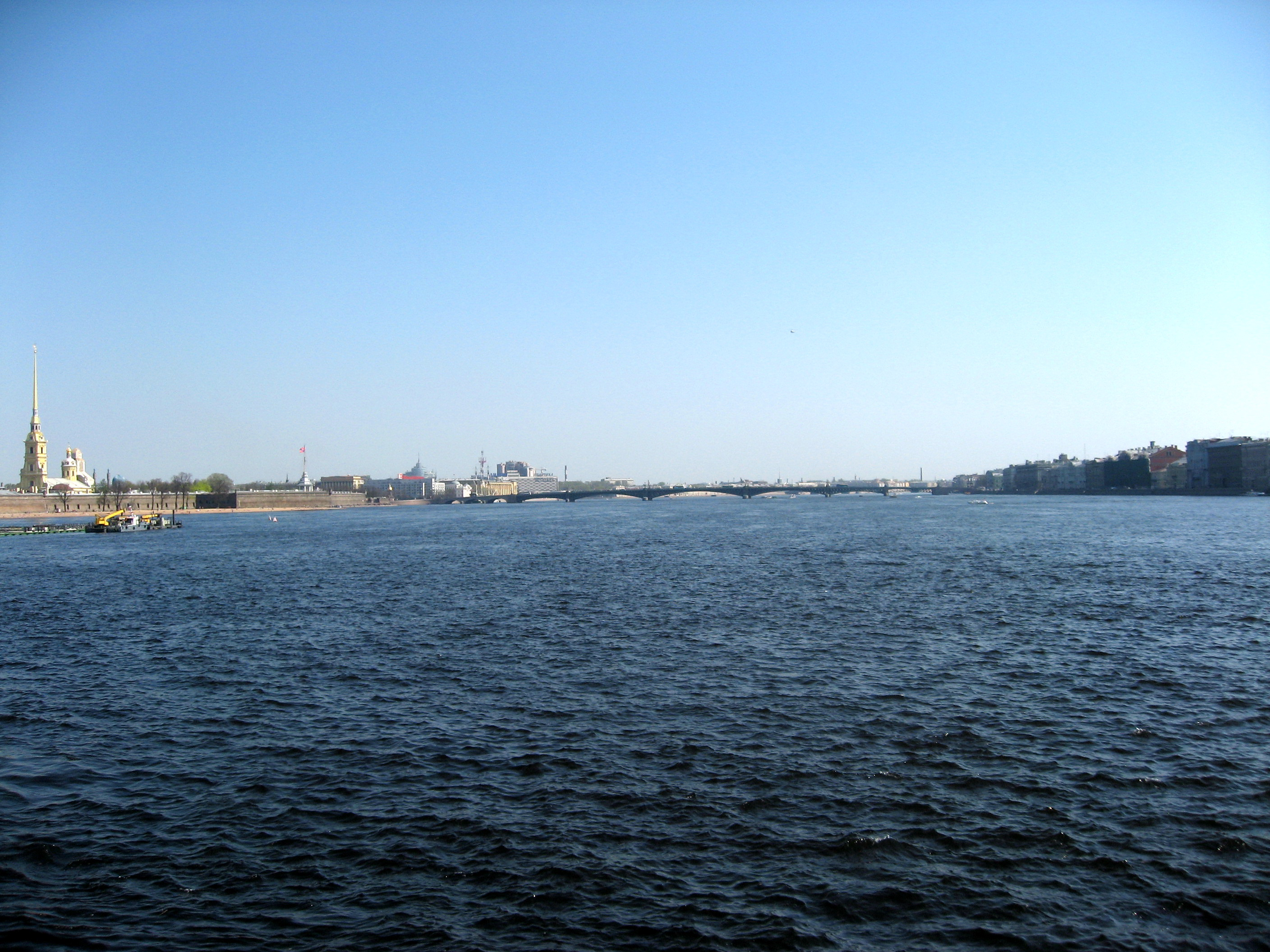
Vista desde el Puente de la Trinidad (San Petersburgo)

Cuenca del Neva (naranja), del Golfo del Finlandia (verde) y del Báltico